# Donald Kirkham
Donald "Don" Kirkham (Lyndhurst, Nova Gal·les del Sud, 23 de juliol de 1887 - St Arnaud, 30 d'abril de 1930) va ser un ciclista australià que va competir tant en carretera com en el ciclisme en pista. Juntament amb Iddo Munro, fou el primer australià en participar en el Tour de França.

## Palmarès en pista
- 1913
  - 1r als Sis dies de Melbourne (amb Robert Spears)
  - 2n als Sis dies de Sydney (amb Robert Spears)

## Palmarès en carretera
- 1914
  - 9è a la Milà-Sanremo

### Resultats al Tour de França
- 1914. 17è de la classificació general